# Medičejska vila v Cafaggiolu
 Medičejska vila v Cafaggiolu (italijansko Villa Medicea di Cafaggiolo) je vila v bližini toskanskega mesta Barberino di Mugello v dolini reke Sive, približno 25 kilometrov severno od Firenc v osrednji Italiji. Bila je ena najstarejših in najbolj priljubljenih posesti družine Medici, ki je bila v lasti družine od 14. stoletja, ko je bila v lasti Averarda de' Medici. Sin Averarda, Giovanni di Bicci de' Medici, velja za ustanovitelja rodbine.
Vila je bila rekonstruirana po načrtih uglednega renesančnega arhitekta Michelozza leta 1452 in postala kraj srečanj nekaterih največjih intelektualcev italijanske renesanse. Vila stoji v zgodovinski regiji Mugello, na območju, ki je bilo domovina Medičejcev. Čeprav nikakor ni bila največja od velikih in številnih hiš, so jo pogosto obiskovali: posledično je bila vila prizorišče številnih pomembnih dogodkov v zgodovini rodbine, vse od sprejema nevest Medčejcev do umora žena.
Grad je danes v zasebni lasti podjetja Società Cafaggiolo srl.

## Zgodovina
V 15. in 16. stoletju je toskanska aristokracija, ki je zapustila svoje srednjeveške gradove zaradi politične ustreznosti, udobja in večje varnosti v mestu, razvila estetsko zavest, ki je zahtevala sezonsko zasedbo umika države. Nove humanistične vrednote, ki so jih iskali, je mogoče najti v privlačnem podeželskem okolju, ki ga povečuje vrt. Prvo od teh vil je zgradila družina Medici, katere bogastvo je sovpadalo z začetkom obdobja renesanse, približno leta 1420. Graditelj vile v Cafaggiolu je bil Cosimo de' Medici, čigar vila v Careggiju velja za vzor renesančne vile v Firencah. [3] Te zgodnje vile so bile rezultat popolne obnove obstoječih medičejskih gradov.
Izvor vile v Cafaggiolu segajo v 14. stoletje. Utrdba, ki je leta 1349 pripadala [[Florentinska republikia|Florentinski republiki, je bila že leta 1359 znana kot Cafaggiolo de 'Medici , ko je bila last Averarda de' Medici (umrl 1363). Od Giovannija di Biccija je skupaj prešla na Averarda in Giuliana di Francesca de' Medici, vnuka Averardovega mlajšega sina Lorenza; od njiju je prešla na Cosima in Lorenza  in bila odstopljena v izključno last Cosima v delu premoženja iz leta 1451.
V naslednjem letu 1452 je vnuk Averarda de' Medicija, Cosimo de' Medici (znan kot Cosimo starejši - prvi Medici, ki je združil vodstvo družinske banke z upravljanjem v Florentinski republiki) naročil svojemu najljubšemu arhitektu Michelozzu di Bartolomeu (navadno znan preprosto pod imenom "Michelozzo"), da bi svojo trdnjavo preoblikoval v bolj udoben umik v državi, ki bi ga lahko uporabili za lov. Bila naj bi ena od štirih vil, ki jih je zgradil Cosimo, druge so Careggi, Villa Mozzi in Villa Trebbia. Michelozzo je že zasnoval mestno palačo Medici v Firencah, Palazzo Medici Riccardi in Cosimovo novo vilo v Careggiju. Arhitekt je prepovedano trdnjavo spremenil v grajsko podeželsko hišo - grad je dejansko postal vila.
Po smrti Cosima de' Medicija leta 1464 je vila postala "lovska vila" njegovega sina Piera. Piera je leta 1469 nasledil sin Lorenzo de' Medici (znan kot il Magnifico) in je postal njegovo najljubše prebivališče. Pogosto okupiran tako pozimi kot poleti, je postala kraj srečanja velikih intelektualcev tistega časa, ki so prihajali bodisi zaradi številnih zabav, lova, bodisi zgolj zato, da bi zabavali dvor s svojo učenostjo - na primer, Luigi Pulci je tam glasno bral svojega Morganteja. Lorenzo je v Cafaggiolu zložil številne svoje pesmi in se zabaval s takšnimi mojstri, kot sta Marsilio Ficino in njegovi najzvestejši prijatelji, Poliziano in Pico della Mirandola.
Od leta 1476 je moral Lorenzo il Magnifico zbirati sredstva, saj je papež zasegel veliko njegovega premoženja. Izposodil si je od svojih bratrancev, s čimer se je lastništvo vile po dolgotrajnih pogajanjih leta 1485 preneslo na Lorenza di Pierfrancesca in njegovega brata Giovannija. Cafaggiolo je tako za nekaj časa prešel na mlajšo vejo Medičejcev, ki so v gospodarskih poslopjih vile ustanovili izdelavo majolike, dokler niso bila vsa posestva Medičejcev ponovno zbrana v rokah velikega vojvode Toskane Cosima I. Medici.
Medičejski papež Leon X., prej (Giovanni di Lorenzo de' Medici), je del svojega otroštva preživel na gradu, na kratko pa je imel dvor v vili 15. decembra 1515 , po vrnitvi s tajnih pogovorov s Francem I. v Bologni, v katerem je bilo rečeno, da je igral dvojno igro v svojih prizadevanjih, da bi Francoze pregnal iz Italije.
Leta 1576 je bil grad prizorišče umora medičejske žene. Zanemarjena s strani moža  je Eleonora di Garzia di Toledo, žena Pietra de' Medicija, vodila nedovoljeno ljubezen z Bernardinom Antinorijem, mladim plemičem. Njuna afera je prišla na dan, ko je Antinori v samoobrambi ubil kolega Francesca Ginorija. Antinori je priznal svoj zločin in ga je Elonorin zet Francesco I. de' Medici, veliki vojvoda Toskane, pregnal na Elbo. Z Elbe je Antinori nepremišljeno Eleonori pošiljal ljubezenska pisma. Ta pisma so padla v roke velikega vojvode, ki je Antinorija takoj usmrtil, da bi ohranil čast družine. 11. julija 1576 je prevarani mož Pietro poklical ženo na grad, kjer jo je zadavil s pasjim povodcem. Poročila o umoru so bila zatrta in poročali so, da je umrla zaradi srčnega napada. Eleonoro so pokopali s polno pompoznostjo in s častjo, ki jo je navadno odlikoval član družine Medici v kapeli Medici (družinski mavzolej) v baziliki San Lorenzo. Njen morilec mož je bil s florentinskega dvora poslan na španski dvor do svoje smrti leta 1604.
Leta 1737 je Cafaggiolo ob smrti Gian Gastona de' Medici, zadnjega vladarja Medičejcev v Toskani, prišel v posest naslednikov Medičejcev, hiše Habsburg-Lotaring, v imenu Franca I., svetega rimskega cesarja. Kot soprog bodoče cesarice Marije Terezije Avstrijske je redko obiskal Toskano in ostal na Dunaju.
Da je bila vila v Cafaggiolu priljubljen dom Medičejcev, je nedvomno, čeprav samo zato, ker je kot rezidenca preživela veliko dlje kot mnogi drugi domovi: velika Palazzo Vecchio, njihov sedež oblasti, je bila nato leta 1587 izpraznjena za palačo Pitti. Drugo Michelozzovo vilo Cosima de' Medicija, Villo Trebbio, je Ferdinand II. de' Medici leta 1644 prodal Giulianu Serragliju za 113.500 skudov.
Leta 1864 je grad italijanska vlada prodala princu Marcantoniju Borgheseju. Borghese je izvedel obsežen program obnove, ki je spremenil večino Michelozzove zasnove. Obnova je odstranila preostale utrdbe, kot so jarki in obzidje, medtem ko je bila notranjost preurejena v bolj starodavnem, srednjeveškem slogu.

## Arhitektura
Za razliko od mnogih toskanskih rezidenc, ki jih je ustvarila družina Medici, se vila v Cafaggiolu ne drži idealov renesančne arhitekture. Tega ni mogoče pripisati datumu leta 1452, letu, ko je bil Michelozzo zadolžen za preoblikovanje stavbe iz gradu v vilo. Prva prava renesančna stavba, Ospedale degli Innocenti v Firencah, je bila zasnovana že leta 1419 in Michelozzo je svoje razumevanje nove oblike dokazal leta 1444 s svojo zasnovo za desetstranski prizidek do Santissime Annunziata v Firencah , navdihnjen z načrtom iz rimskega templja Minerva Medica in med letoma 1444 in 1460 je zgradil prvo renesančno palačo iz 15. stoletja, Medici-Riccardi za Cosima de' Medici. Ta palača predstavlja še en možen razlog za konzervativno zasnovo gradu - Florentinsko plemstvo je v Firencah močno kritiziralo Cosima zaradi domišljave zasnove bolj renesančne palače Medici-Riccardi.
Arhitekturni slog je bil namerna retrospektiva quattrocento - slog in obdobje, ki sta združevala gotski in klasični slog, in obdobje preobrazbe, ki je bila rojstvo renesanse, morda najbolje ponazorjena z Brunelleschijevo kupolo na Firenški stolnici, ki se je začela leta 1417, kupola, ki je že sama po sebi klasična značilnost, je gotska pri uporabi koničastega loka, vendar se dviga v klasični okulus ali preprosto povedano »gotska oblika, vendar renesančna v podrobnostih«. Po slogu je grad spominjal na Palazzo Vecchio, starejšo florentinsko rezidenco Medičejcev, ki jo je Michelozzo prav tako prenavljal med gradnjo gradu.
Tako se na prvi pogled zdi, da je arhitektura Castello Mediceo di Cafaggiolo arhitektura srednjeveškega gradu in ne vile; na sprednji strani je stolp s prsobranom, ki ga obdajata dve krili s prsobranom, ojačana z bastijoni na vsakem vogalu. Michelozzo teh gotskih in renesančnih značilnosti ni vključil, da bi ohranil starejše značilnosti prejšnje trdnjave, ampak 33 let po začetku Brunelleschijevega Ospedale degli Innocenti, kot namerni motiv, namenjen izpolnitvi humanistične potrebe, da mora biti vila »prostor za počitek duha« , ki je bil združljiv z zgradbami, ki so jih uporabljali za podeželski umik in lovski dom. Njegove mašikule in prsobrani so bile v resnici zgolj štrleči okrašeni pedimenti, podprti z majhnimi oboki in konzolami, namenjeni le okrasju, ne pa tudi obrambi. To ne pomeni, da so bile vile popolnoma nebranjene in to je razvidno iz arhitekture. Politično ozračje tega obdobja je zahtevalo, da so bile vse plemiške hiše napol utrjene; tako je bilo tako kot pri zasnovi prve velike urbane palače pritličje »branjeno dvorišče, obdano s stražarnicami in prostori za moške z orožjem«. ref>Coppelstone, p 237</ref> Ta zgradba je narekovala fenestracijo: oken je malo, majhno in visoko od tal v spodnjem nadstropju, medtem ko so bila okna v zgornjih nadstropjih, ki jih zaseda gospodinjstvo, večja in obilnejša. Utensova slika iz leta 1599 ne prikazuje ničesar na zunanji obrambi in utrdbah: znano je, da je obstajal jarek, verjetno ena redkih značilnosti starejše trdnjave. 
Pogled (zgoraj), ki ga je leta 1599 narisal Giusto / Gustav Utens, prikazuje vilo, ki jo je dokončal Michelozzo. Zgrajena okoli dvorišča, je sprednja stran videti tako kot danes, vendar z zadnjim delom nad stavbo prevladuje večji stolp. Možno je, da je bil ta stolp (zdaj porušen) zadržan iz starejše trdnjave. Podoben stolp obstaja tudi v drugi vili, Vila La Petraia, ki jo je Bernardo Buontalenti obdržal leta 1575, ko je to vilo preuredil iz prejšnje trdnjave, za Francesca de' Medici.

## Vrtovi
Tako kot se je renesančna arhitektura ozirala nazaj na klasično civilizacijo, se je tudi renesančna zasnova vrtov. Renesančni vrtovi so bili terasirani z gozdovi ilexa in potmi, obrobljeni z mirto in kipi, tako kot v starem Rimu. Za humanističnega renesančnega plemiča so bili vrtovi enako pomembni kot vila. Značilnosti renesančne arhitekture so bile simetrija, uravnoteženost in natančna razmerja, in če tudi sama vila v Cafaggiolu tem zahtevam ni povsem ustrezala, so jo njeni vrtovi zagotovo izpolnili. Renesančna načela so bila dosledno upoštevana pri zasnovi vrta: v tem obdobju so na vrt gledali kot na podaljšek same hiše in je bil kot tak urejen v enakem vrstnem redu. Kipi in sedeži so bili postavljeni tako, kot je bilo znotraj hiše - razdeljeni so bili na oddelke, ki so predstavljali sobe in dvorane. Jama ni zagotavljala samo zaščite pred soncem, temveč tudi nastavitev za alegorične prizore, ki so upodobljeni v kipih in vodi. V Cafaggiolu so bili največji kiparji tistega dne zaposleni pri ustvarjanju fontan, pečin in kipov, med njimi Niccolò Tribolo, Giorgio Vasari in [[Bernardo Buontalenti], ki so ustvarili kiparske mize, ki prikazujejo prizore v kamnu, ki jih je zasnoval Benedetto Varchi. 
Utensov pogled na vilo leta 1599 kaže tudi še eno priljubljeno vrtno značilnost tega obdobja - vodo. Pogosto redka dobrina, ko je bila voda na voljo, je bila napeljana do fontan in kaskad - ne samo za očitno namakanje, temveč tudi za gibanje in zvok. Prisotnost vode je dovoljevala tudi največje razkošje na toskanskem vrtu, zeleno travo. Ta simbol razkošja je bil običajno zasajen le blizu hiše, kjer so ga lahko nenehno občudovali. Topiarij in žive meje, ki so zahtevali manj vlage, so bili uporabljeni raje kot barvita zasaditev, kar je zagotavljalo osamljenost, potrebno za razdelitev vrta na razdeljene odseke, pa tudi senco in živi zeleni kip. Tako je renesančni vrt postal toliko simbol lastnikovega bogastva in kulture kot njegova hiša ali umetniška zbirka.

## Cafaggiolo majolika
Dolgo gospodarsko poslopje levo od gradu na zgornji sliki je bilo znano kot Manica Lunga, 'dolgo krilo'. Ta zgradba je bila uporabljena za izdelavo lončene posode, zastekljene s kositrom, znane kot majolika. V inventarju iz leta 1498 je zapisano, da so bili fornaze col portico da cuocere vaselle ('peči za peko keramike') na trgu murata (obzidan ograjen prostor) predani Pieru in Stefanu foraxari, 'peči' majolike, po kateri je Cafaggiolo znan. To sta bila Piero in Stefano di Filippo da Montelupo, ki sta peči začela pod patronatom Medičejcev leta 1495. [25